# Elysia
Elysia eller enelysia (grekiska) kallades av forntidens greker de ställen, där blixten slagit ned. Dessa platser betraktades såsom heliga och var helgade åt Zeus Kataibates. Tillnamnet Kataibates betecknar Zeus som den ur blixt och dunder uppstående guden.